# Casa Dávalos
La Casa Dávalos es  un edificio ubicado en la calle Gasset número 5, en el centro de Castellón de la Plana (España).

## Edificio
Es un edificio residencial unifamiliar de estilo modernista valenciano obra del arquitecto José Gimeno Almela. Fue construida en 1915 en el eje por el que discurría la antigua muralla del Siglo XIII, muy cercano a la «Puerta del Sol».
En el edificio se desarrollan dos usos claramente diferenciados en un solar entre medianeras, el de vivienda como uso principal con fachada a la calle Gasset y el de almacén anexo con acceso posterior a la calle Isaac Peral.
El edificio de viviendas cuenta con planta baja, dos alturas y cambra, mientras que la zona de almacén cuenta con dos plantas. La fachada principal presenta una composición singular y equilibrada destacando, por su centralidad y potencia, el mirador que conecta en planta primera con dos balcones de hierro que se adhieren al conjunto a la vez que definen la separación de la planta baja con el resto. La parte superior del mirador se convierte en un balcón rematado con antepecho ligero de hierro. Los huecos verticales de la planta segunda son atravesados por una fina moldura horizontal que define el inicio del remate del edificio con el cuerpo de la cambra.
En la planta baja no se respeta la simetría situándose el acceso en el lateral derecho a través de un gran hueco de arco carpanel que da paso al vestíbulo. A su izquierda se sitúan dos huecos de igual arco pero menor tamaño. Los tres huecos llevan decoración de lazos en la parte superior del arco.
A partir de la planta baja el lienzo de la fachada se resuelve simétricamente. De la planta primera sobresale el mirador central, apoyado sobre dos ménsulas, abierto por dos huecos iguales en el paño frontal y dos pequeños en los laterales. En la planta segunda predomina la verticalidad definida por tres huecos iguales, de arco rebajado, el central abierto al balcón que remata el mirador. Una fina moldura horizontal une los tres vanos dando paso en la parte superior a tres huecos, circulares los laterales y en forma de rombo el central. En la fachada se simplifican los elementos ornamentales de carácter secesionista, adquiriendo el edificio elegancia y sencillez en sus formas.
La fachada posterior presenta una composición simétrica sencilla; un gran hueco central con un recercado a modo de arco escarzano. En la parte superior se superpone una imposta que conecta con la clave del arco, donde se ubica una farola modernista. En la planta primera un arco rebajado agrupa la composición de cuatro huecos.
La distribución de la vivienda responde a un esquema definido por una escalera central de gran proporción a la que vuelcan las dependencias con aperturas a fachada y a un patio interior que a su vez conecta con la zona de almacén.
El sistema estructural se resuelve con muros de carga. En la fachada, con acabado pétreo, los elementos ornamentales se definen a través del trabajo de la piedra y del esmerado diseño de la cerrajería.
En la actualidad el edificio es propiedad de la fundación Dávalos-Fletcher que se ocupa de su óptima conservación y que programa distintas actividades culturales en él.